# Soulaines-Dhuys
Soulaines-Dhuys ist eine französische Gemeinde mit 419 Einwohnern (Stand: 1. Januar 2022) im Département Aube in der Region Grand Est. Der Ort gehört zum Arrondissement Bar-sur-Aube und zum Kanton Bar-sur-Aube. Zudem ist die Gemeinde Teil des 1993 gegründeten Gemeindeverbands Communauté de communes de Soulaines. Die Einwohner werden Soulainois(es) genannt.
Seit 1992 befindet sich auf einem Teil des Gemeindegebietes das französische Atommüll-Endlager Centre de l’Aube.

## Geographie
Soulaines-Dhuys liegt am Fluss Laines, rund 50 Kilometer ostnordöstlich von Troyes und 16 Kilometer nördlich der Kleinstadt Bar-sur-Aube im Osten des Départements Aube, an der Grenze zum Département Haute-Marne. Die Gemeinde besteht aus dem Dorf Soulaines-Dhuys und ist weitflächig von Wald bedeckt.
Nachbargemeinden sind Ceffonds (im Département Haute-Marne) im Norden, Trémilly (im Département Haute-Marne) im Osten, Thil im Südosten, Ville-sur-Terre im Süden, Fuligny im Südwesten, La Chaise im Westen sowie Morvilliers im Nordwesten.

## Geschichte
Bis zur Französischen Revolution lag Soulaines-Dhuys innerhalb der Provinz Champagne. Die Gemeinde gehörte von 1793 bis 1801 zum Distrikt Bar-sur-Aube. Seit 1801 ist sie Teil des Arrondissements Bar-sur-Aube. Von 1793 bis 1801 war der Ort dem Kanton Ville sur Terre zugeteilt. Von 1801 bis 2015 war die Gemeinde Hauptort des Kantons Soulaines-Dhuys. 

## Bevölkerungsentwicklung
| Jahr                       | 1962 | 1968 | 1975 | 1982 | 1990 | 1999 | 2006 | 2012 | 2019 |
| Einwohner                  | 353  | 311  | 270  | 253  | 254  | 267  | 292  | 338  | 417  |
| Quellen: Cassini und INSEE |      |      |      |      |      |      |      |      |      |

## Sehenswürdigkeiten
- Schloss Château de Saint-Victor im Westen der Gemeinde, heute Sitz des Centre permanent d’initiatives pour l’environnement
- Dorfkirche Saint-Laurent aus dem 16. Jahrhundert, Monument historique[1]
- Dorfkapelle Saint-Jean aus dem 15. Jahrhundert, Monument historique[2]
- Brücke Pont de Henri IV über den Fluss Laines, Monument historique[3]
- Gemeindebibliothek (ehemaliges Herrenhaus) aus dem 17. Jahrhundert, Monument historique[4]
- Haus an der Brücke, Monument historique[5]
- zahlreiche Kreuze und Wegkreuze (darunter Croix Badeau beim Dorffriedhof, Croix Callet südlich des Dorfs)
- Lavoir (Waschhaus) der Gemeinde
- Denkmal für die Gefallenen[6]

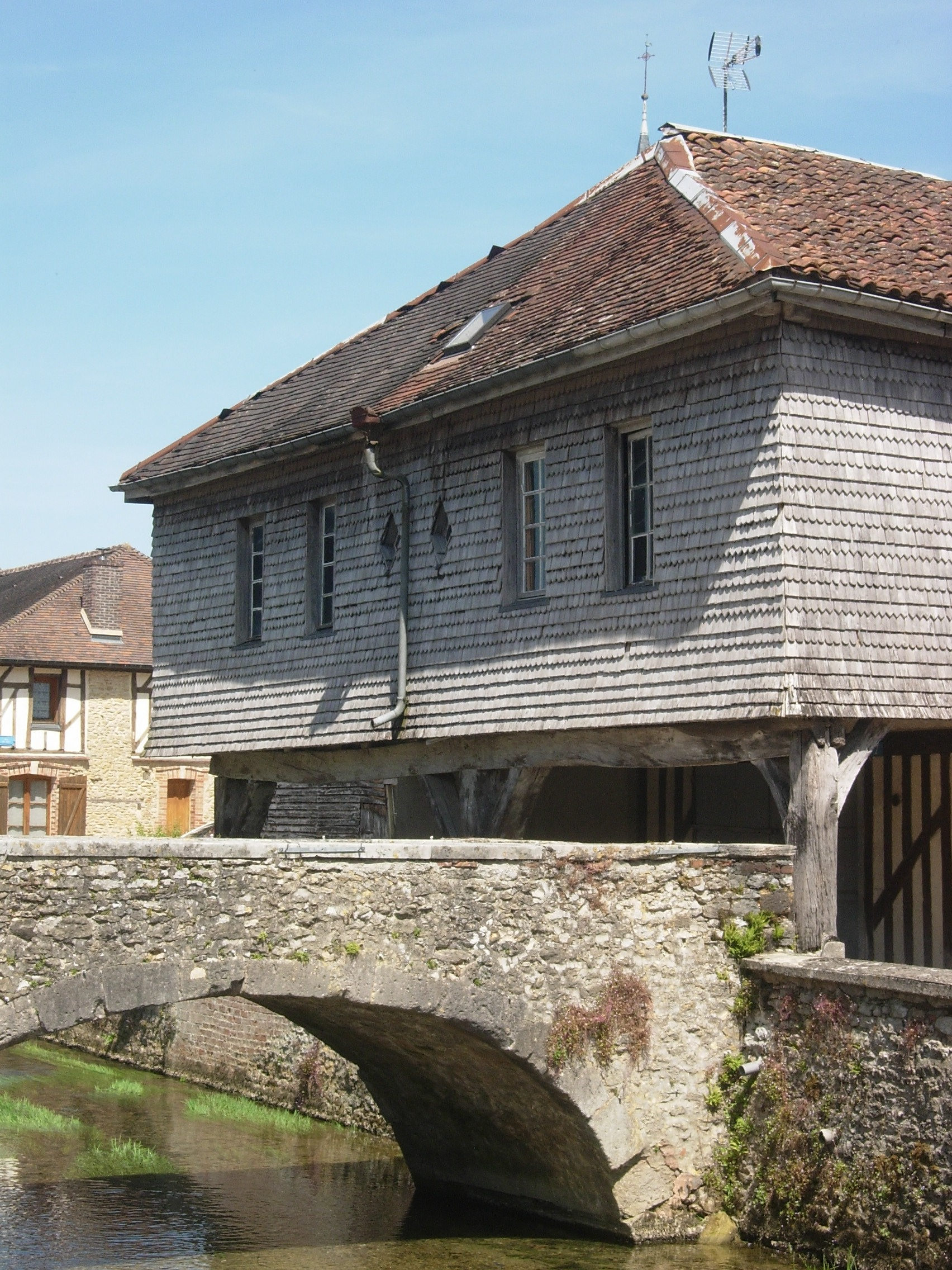
Brücke Pont Henri IV und altes Haus am La Laines
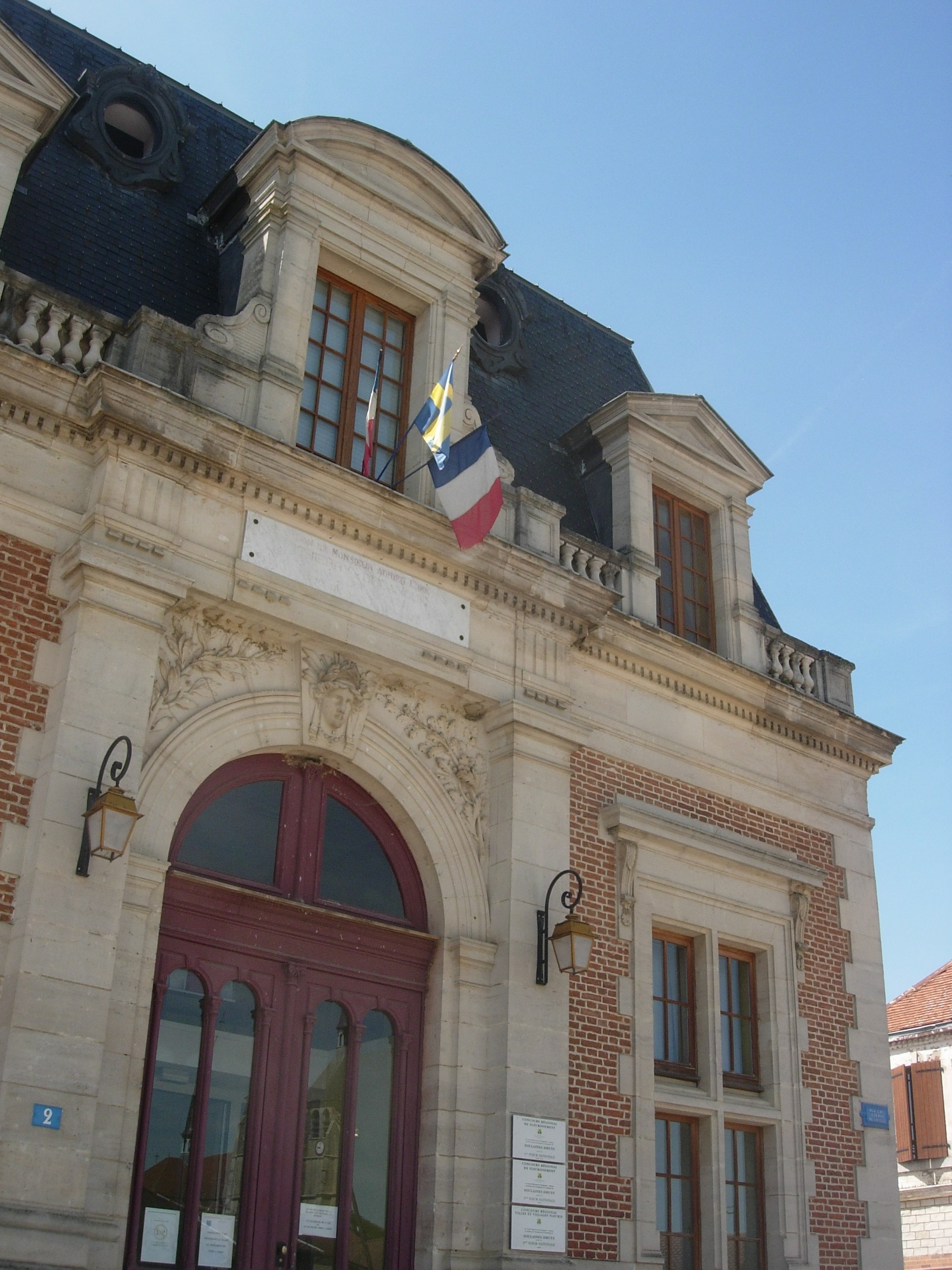
Rathaus (Mairie) von Soulaines-Dhuys
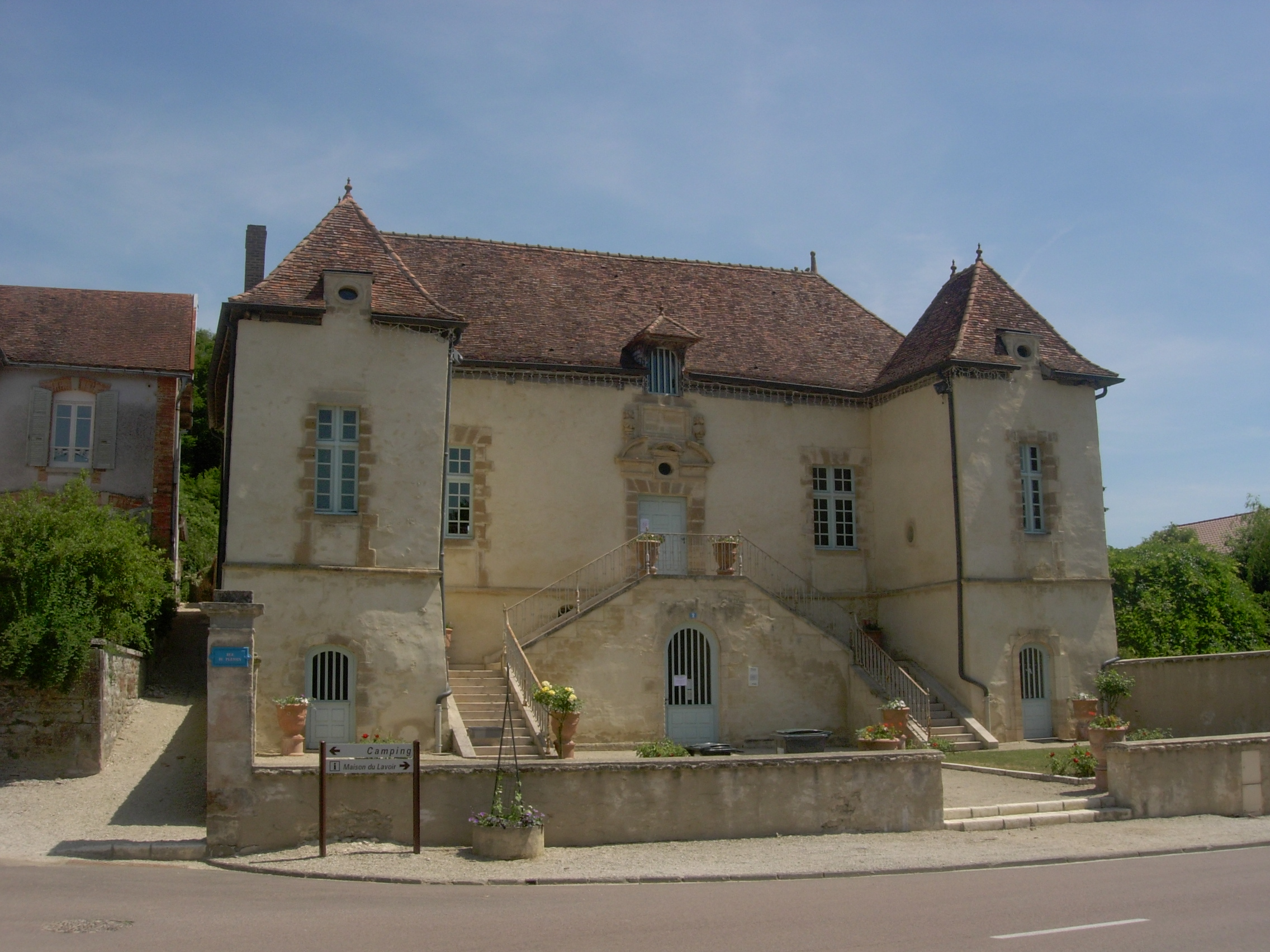
Gemeindebibliothek
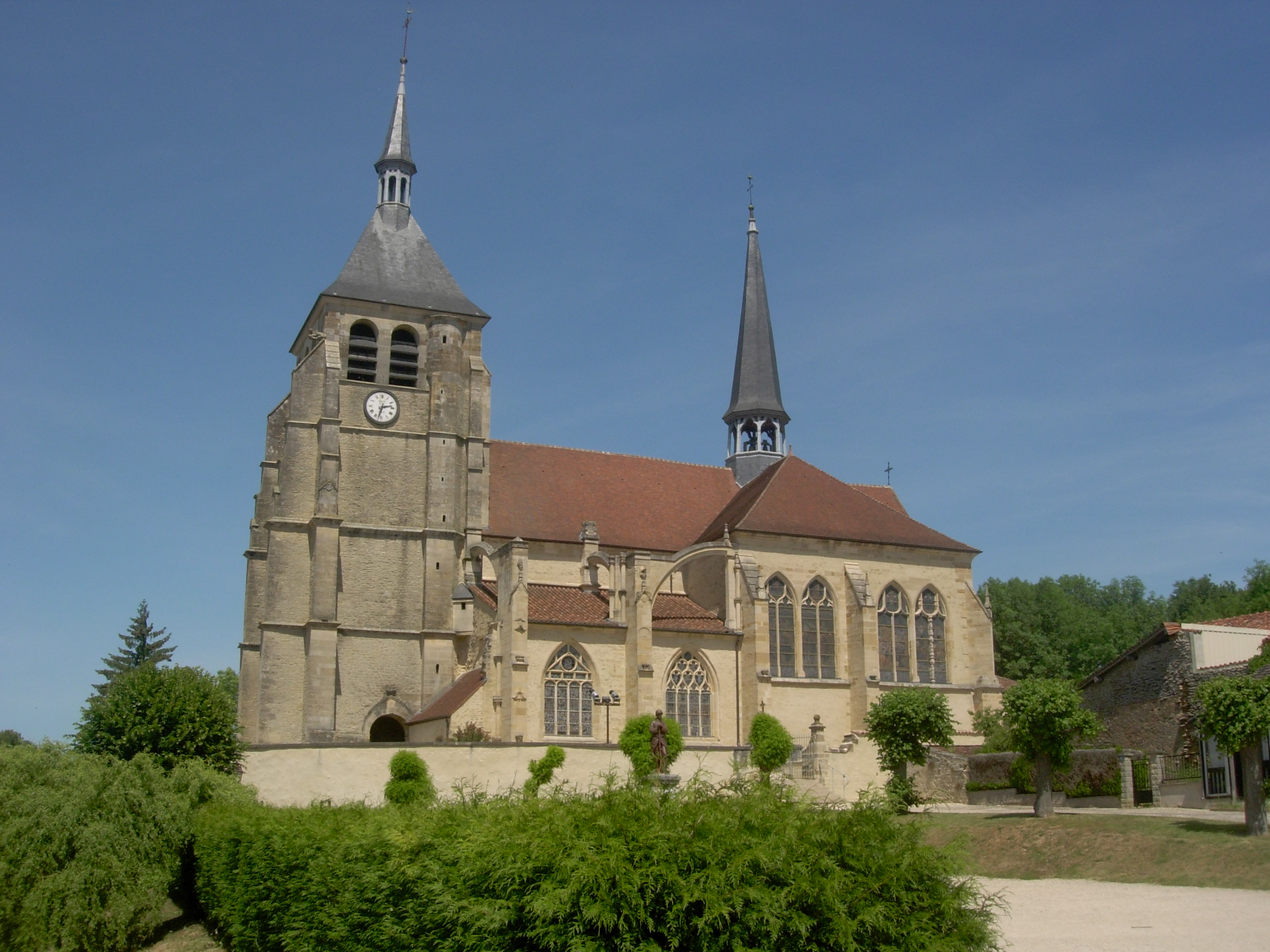
Kirche Saint-Laurent
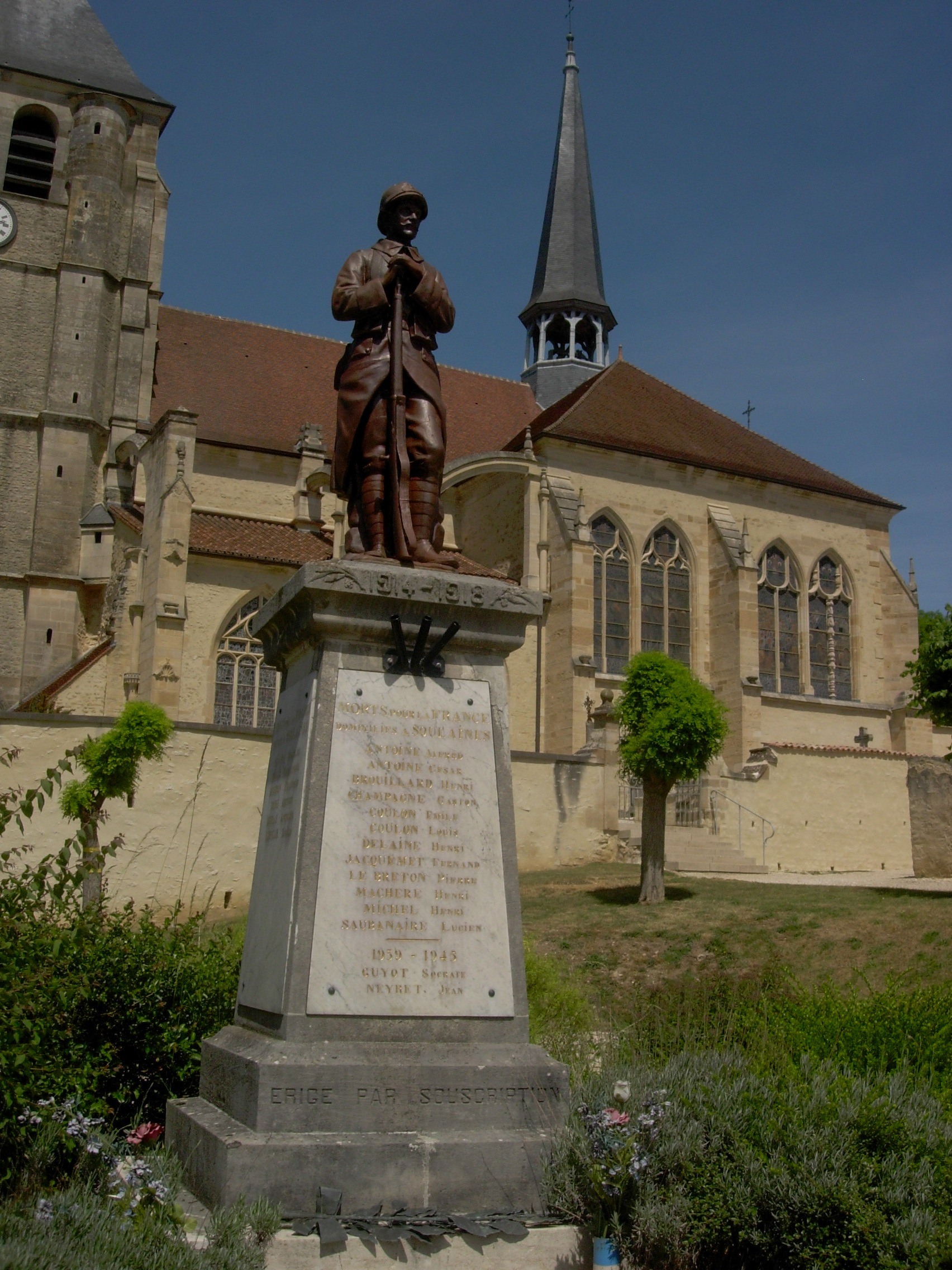
Denkmal für die Gefallenen
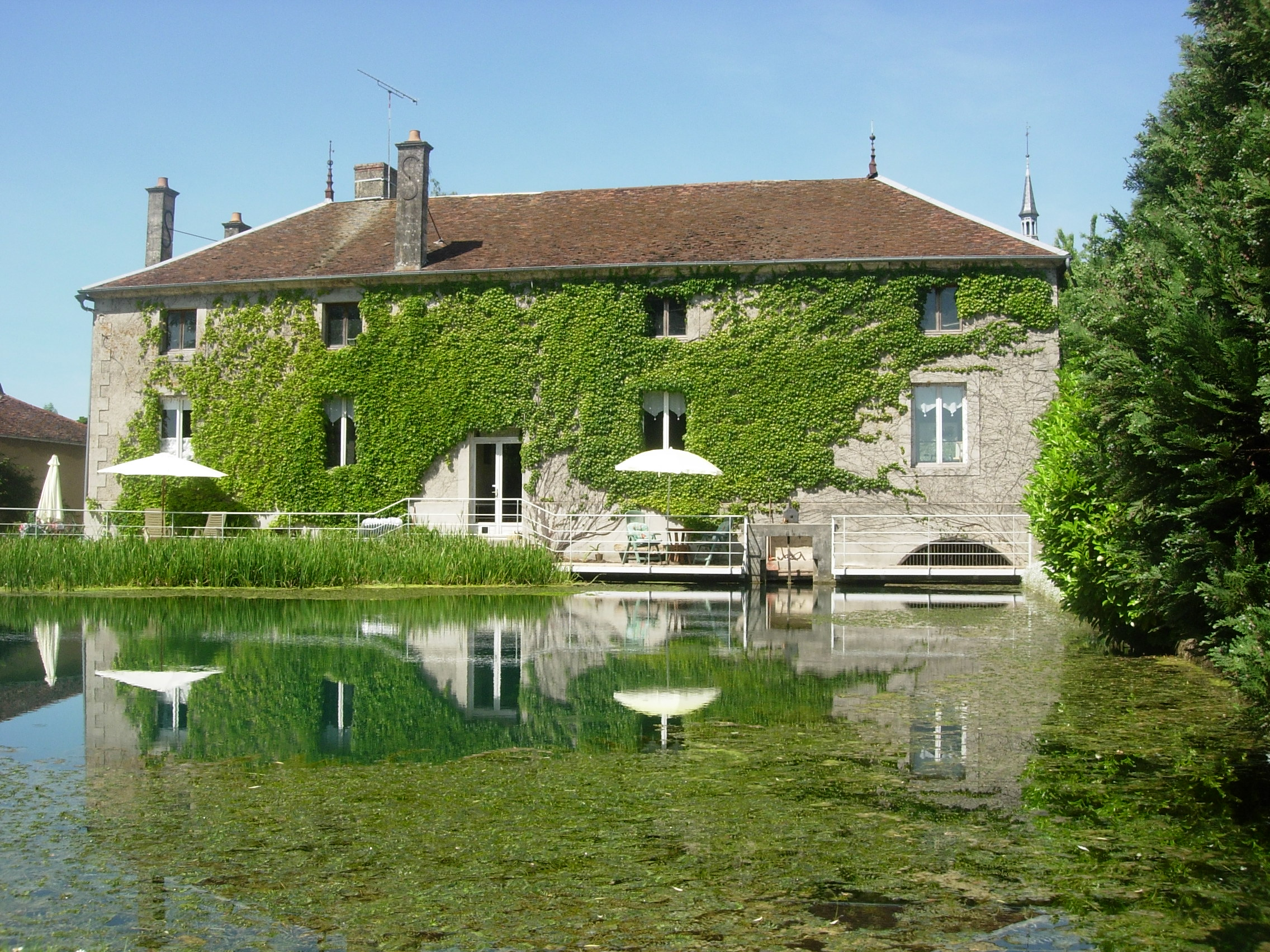
Altes Haus in Soulaines-Dhuys
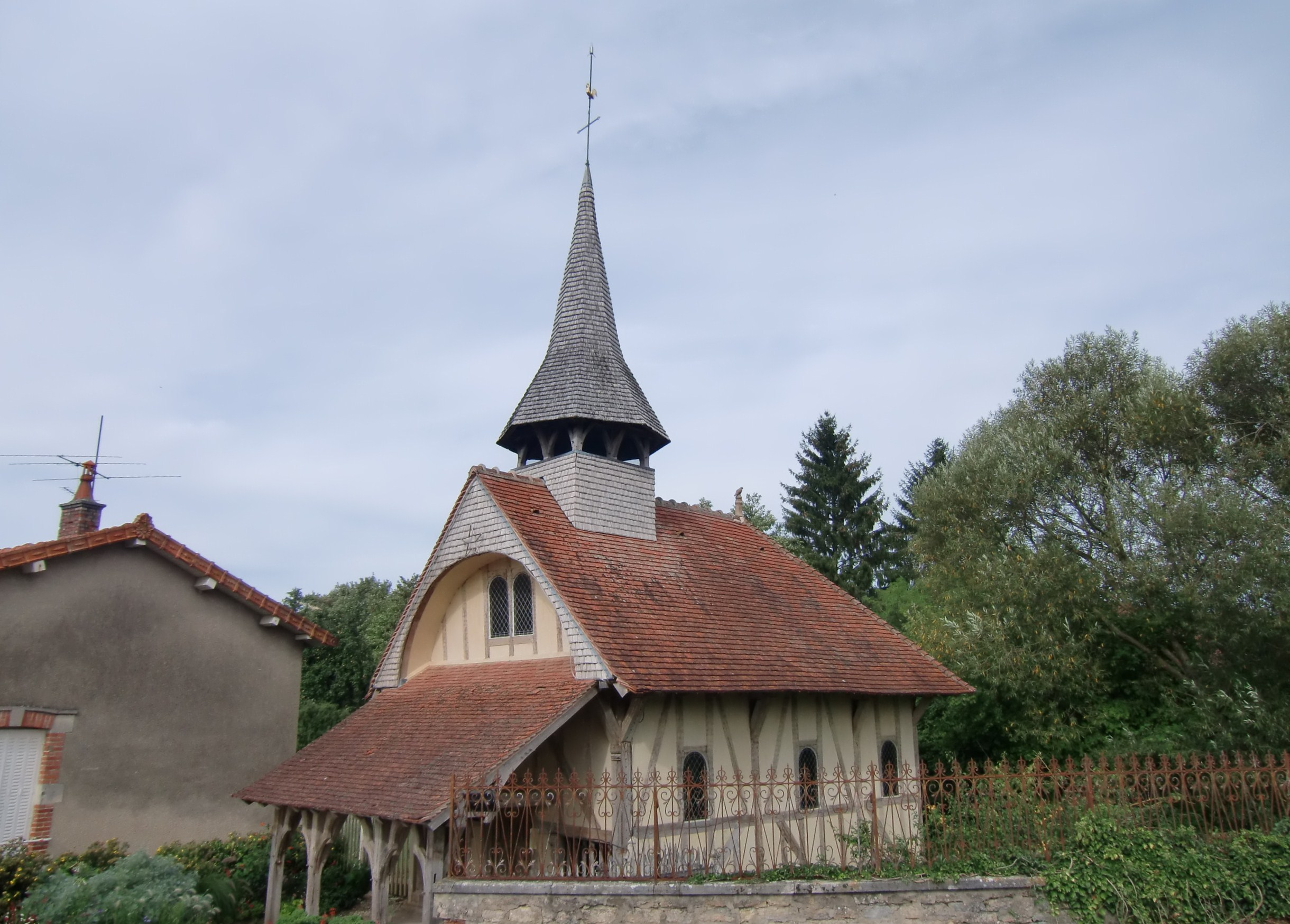
Kapelle Saint-Jean
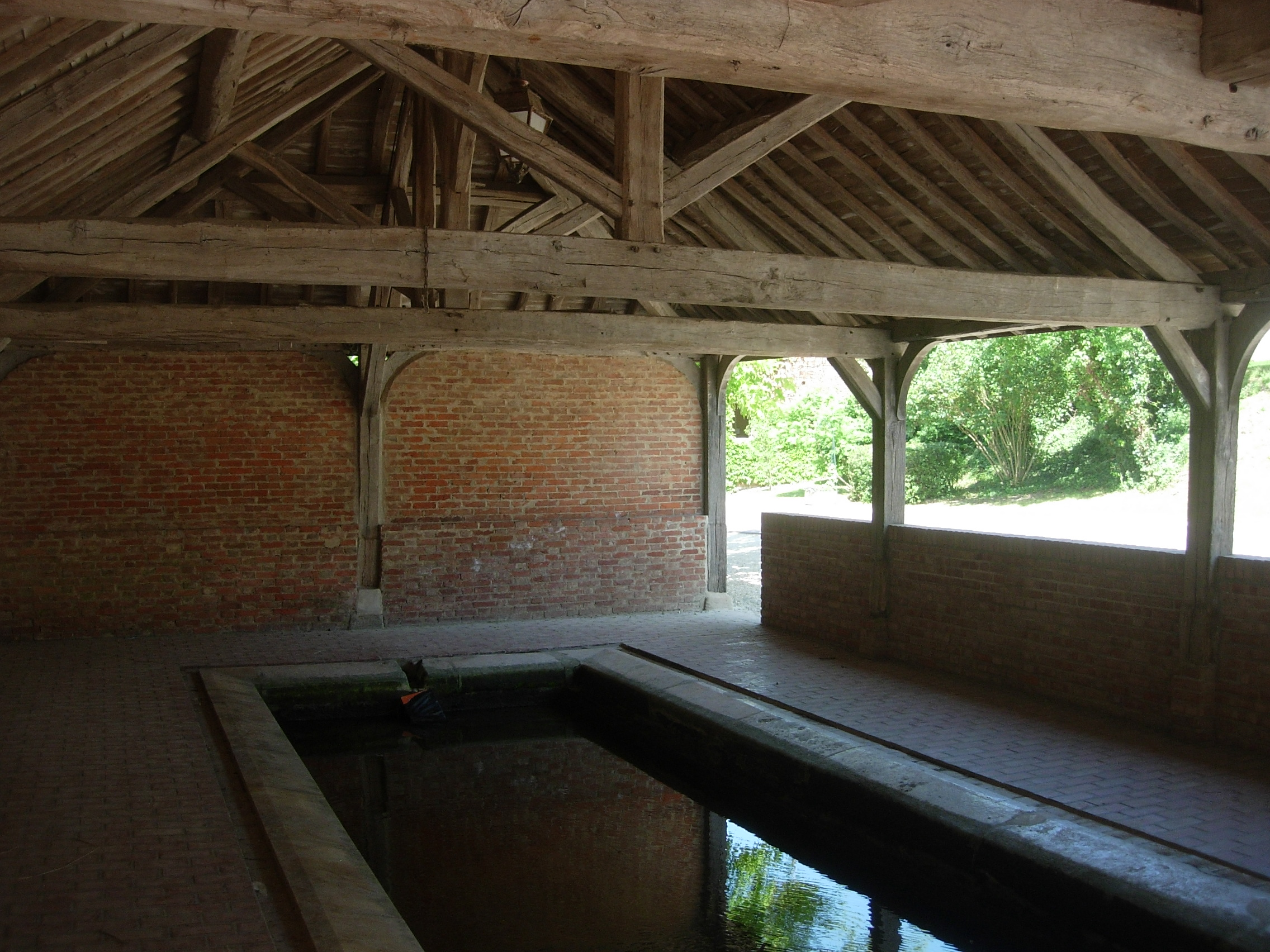
Lavoir (Waschhaus) von Soulaines-Dhuys